# Tyranneutes virescens
A Tyranneutes virescens a madarak osztályának verébalakúak (Passeriformes) rendjébe és a piprafélék (Pipridae) családjába tartozó faj.

## Rendszerezése
A fajt August von Pelzeln osztrák ornitológus írta le 1868-ban, a Pipra nembe Pipra virescens néven.

## Előfordulása
Dél-Amerika északi részén, Brazília, Francia Guyana, Guyana, Suriname és Venezuela területén honos. Természetes élőhelyei a szubtrópusi és trópusi síkvidéki esőerdők.

## Megjelenése
Testhossza 8 centiméter.

## Életmódja
Főleg gyümölcsökkel táplálkozik, de fogyaszt rovarokat is.

## Természetvédelmi helyzete
Az elterjedési területe nagy, egyedszáma viszont csökken, de még nem éri el a kritikus szintet. A Természetvédelmi Világszövetség Vörös listáján nem fenyegetett fajként szerepel.